# Smittium brasiliense
Smittium brasiliense är en svampart som beskrevs av Alencar, Lichtw., Ríos-Velásquez & Hamada 2003. Smittium brasiliense ingår i släktet Smittium och familjen Legeriomycetaceae.   Inga underarter finns listade i Catalogue of Life.